# Црква Свете Тројице у Рудињу
Црква Свете Тројице у Рудињу један је од храмова Темачке парохије која је у саставу Архијерејског намесништва пиротског. Црква организационо припада Нишкој епархији а територијално и административно општини Пирот.

## Положај
Црква Свете Тројице налази се у центру села Рудиње. Удаљена је 23 км северно од Града Пирота, на путном правцу Књажевац — Пирот испод огранака Старе планине, у Пиротском округу. Према попису из 2002. чрква опслужује 217 становника (апрема попису из 1991. опслуживала је 311 становника).
Географски положај:
- Северна географска ширина: 43° 17′ 14"
- Источна географска дужина: 22° 32′ 17"
- Надморска висина: 694 m

## Историја
Црква је подигнута 1938. године, на темељима старије грађевине из 1875. године, средствима мештана села Рудиње и околних села. На њеној изградњи је радило шест мајстора из села Ореовица, чувених по зидарском и дунћерском занату, и неколико темачких мајстора који су обрађивали камен довожен запрежним колима из села Плочник.
Храм је освештан 1938. године од стране владике нишог др Јована Илића (1884— 1975). Тим поводом, дуж пута којим је трабало да прође владика, разастрто је специјално за ту прилику израђено платно дуго 500 метара, од места Металиште до цркве.

## Галерија
- Црква и звоник
- Бочна страна цркве
- Задња страна цркве